# STS-99
STS-99 (englisch Space Transportation System) ist die Missionsbezeichnung für die Shuttle Radar Topography Mission (SRTM), einen Flug des US-amerikanischen Space Shuttles Endeavour (OV-105) der NASA zum Zweck der Erstellung von radargestützten Fernerkundungsdaten der Erdoberfläche. Der Start erfolgte am 11. Februar 2000. Es war die 97. Space-Shuttle-Mission und der 14. Flug der Raumfähre Endeavour.

## Mannschaft
- Kevin Kregel (4. Raumflug), Kommandant
- Dominic Gorie (2. Raumflug), Pilot
- Janet Kavandi (2. Raumflug), Missionsspezialistin
- Janice Voss (5. Raumflug), Missionsspezialistin
- Mamoru Mōri (2. Raumflug), Missionsspezialist (NASDA/ Japan)
- Gerhard Thiele (1. Raumflug), Missionsspezialist ( ESA/ Deutschland)

## Missionsziel

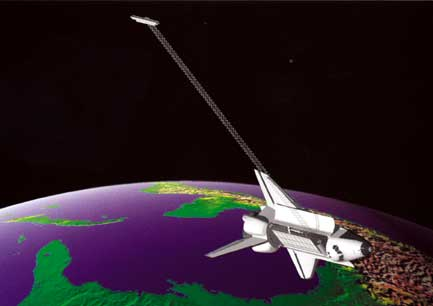
Shuttle Radar Topography Mission

Ziel der Shuttle Radar Topography Mission war eine Höhenkartierung der Erdoberfläche zwischen 60° nördlicher und 58° südlicher Breite – Lebensraum von 95 % der Erdbevölkerung – durch ein aktives Radarsystem (Synthetic Aperture Radar, SAR). Aus den so gewonnenen SRTM-Daten konnte später ein hochgenaues Höhenmodell der Erde berechnet werden.
Die erreichte (relative) Genauigkeit der Höhenstützpunkte wird dabei mit ±6 m angegeben und ist mit einer Gitterweite von ca. 30 × 30 m für Nordamerika und 90 × 90 m für den Rest der Welt frei verfügbar. Solch ein genaues Höhenmodell ist bei verschiedenen Anwendungen in der Kartografie, Hydrographie, Flugnavigation oder Funkwellenausbreitung von Nutzen.
Derartige Höhenmodelle finden auch Anwendung in der Steuerung von Lenkflugkörpern – daher sind die veröffentlichten Daten von reduzierter Ortsauflösung, während die feiner gerasterten Elevationswerte (ca. 30 × 30 m) als geheime Daten gehandhabt wurden und vornehmlich dem US-amerikanischen Militär zugänglich waren. Seit 2015 sind nun auch die Raster in 30 × 30 m Auflösung frei verfüg- und nutzbar.

## Mission

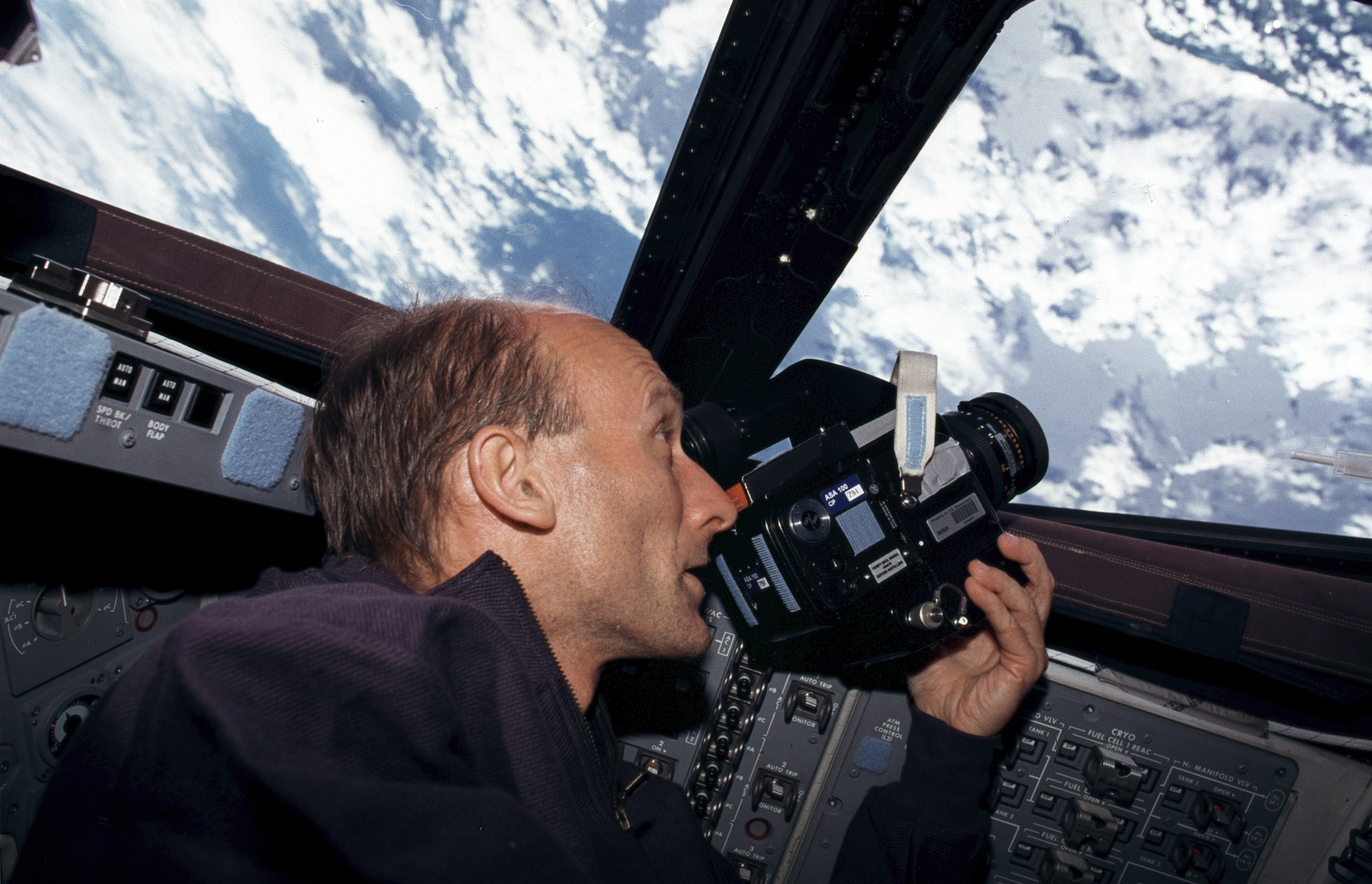
ESA-Astronaut Gerhard Thiele fotografiert die Erde

In der Umlaufbahn (Orbithöhe etwa 233 km) wurde ein 60 m langer Mast (dabei handelte es sich zu diesem Zeitpunkt um die größte von Menschen errichtete Konstruktion im Weltall) aus der Ladeluke des Shuttles ausgefahren. Im Shuttle-Laderaum sowie am Ende des Mastes befanden sich Antennen für den Empfang der Reflexionen der Signale des ebenfalls im Laderaum angebrachten Senders.
Während des Überfluges über Landflächen sendete der Sender Radarwellen im C- und X-Band zur Erde. Die zurückgestreuten Signale wurden von der Mastantenne und der Bordantenne aufgenommen. Durch die Auswertung der minimalen Laufzeitdifferenzen der empfangenen Signale, die quer zur Flugrichtung durch den Abstand der Antennen und in Flugrichtung durch die Fortbewegung des Shuttles entstehen, konnte daraus später das Höhenmodell der Erdoberfläche erzeugt werden (Radarinterferometrie).
Am Boden waren weltweit mehrere Teams im Einsatz, die während der Mission die Winkelreflektoren (Cornerreflektoren) immer genau auf das Shuttle ausrichten mussten. Dadurch konnten die Daten später georeferenziert werden. Hierfür wurden weltweit in den Kreuzungsbereichen der auf- und absteigenden Bahnen mehrere Cornerreflektoren aufgestellt.

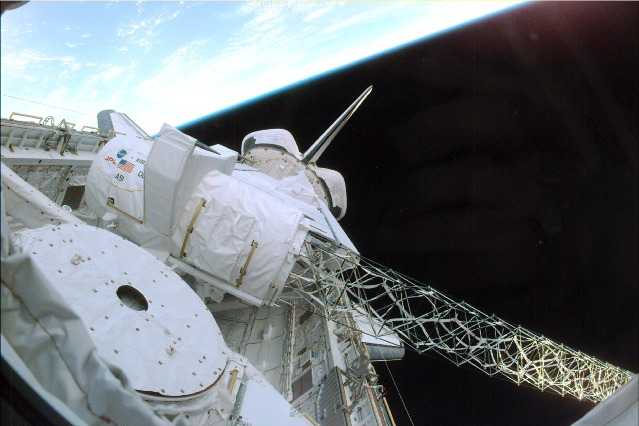
Ladebucht des Shuttles während der Mission, im Vordergrund die Tonne mit dem Ausleger dahinter die Radarantenne
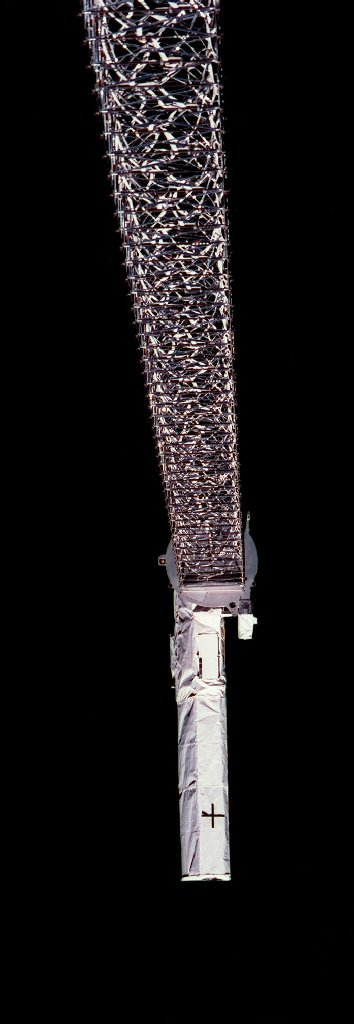
Der Ausleger mit der zweiten Radarantenne am Ende
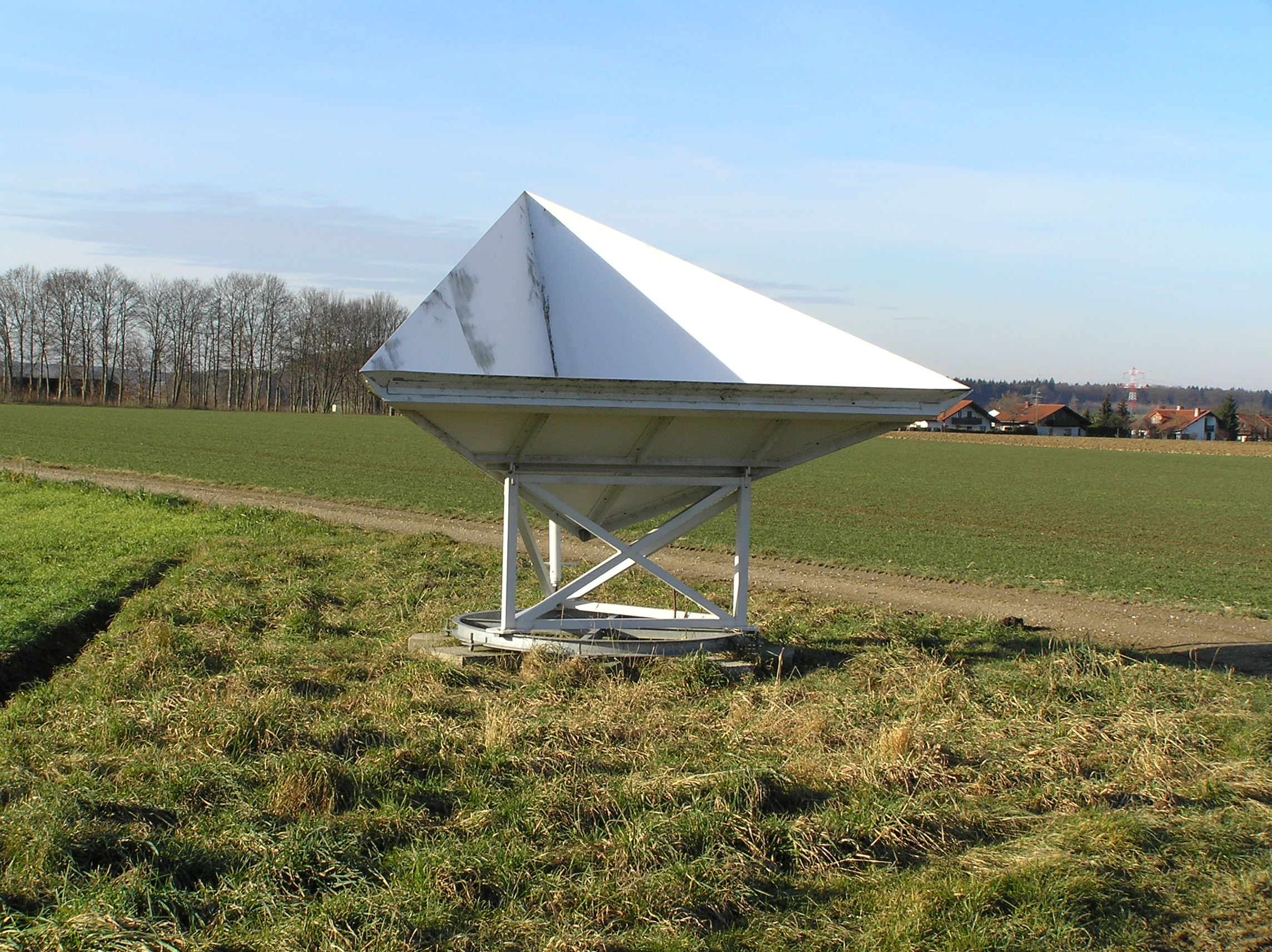
Cornerreflektor beim DLR in Oberpfaffenhofen

| Kosten:                            | ca. 220 Mio. US$ (50 Mio. US$ vom DLR) |
| Gesamtgewicht des Antennensystems: | ca. 13,6 Tonnen                        |
| Kartierte Landfläche:              | 80 %                                   |

SRTM war ein Gemeinschaftsprojekt von NASA (USA), NIMA (USA), DLR (Deutschland) und ASI (Italien).

## Technische Details
| Radarsysteme:                 | SIR-C                           | X-SAR                          |
| Entwicklung:                  | JPL – Jet Propulsion Laboratory | Dornier Satellitensysteme GmbH |
| Bordantennen:                 | 12 m * 80 cm                    | 12 m * 40 cm                   |
| Außenbordantennen:            | 8 m * 80 cm                     | 6 m * 40 cm                    |
| Wellenlänge:                  | 5,6 cm                          | 3,1 cm                         |
| Frequenz:                     | 5,3 GHz                         | 9,6 GHz                        |
| Horizontale Auflösung:        | 30 m                            | 30 m                           |
| Höhenauflösung:               | 10 m                            | 6 m                            |
| Breite des Aufnahmestreifens: | 225 km                          | 50 km                          |
| Kartierte Landfläche:         | 100 %                           | 40 %                           |
| Datenrate:                    | 180 Mbit/sek                    | 90 Mbit/sek                    |
| Datenmenge:                   | 8,6 Terabyte                    | 3,7 Terabyte                   |

Die Aufbereitung aller Daten dauerte zwei Jahre.